# آیا او خواهد آمد؟
آیا او خواهد آمد؟ (به تامیلی: Aval Varuvala) و (به انگلیسی: Will She Come Over?) فیلمی هندی محصول سال ۱۹۹۸ و به کارگردانی راج کاپور است. در این فیلم بازیگرانی همچون آجیت کومار و سیمران ایفای نقش کرده‌اند.